# 北領地地方政府區域
北領地至2008年7月1日已劃定了17個地方政府區域，即是有17個地方政府直接負責地方政務。北領地對於地方政府的設置最早可追溯至20世紀初期。
北領地於2008年7月1日以前的地方行政區域原本有61個地方政府，曾分為4種：
1. 6個自治市
2. 51個社區政府
3. 3個組織協會（聯邦）
4. 1個特殊用途城鎮

根據2008年7月的地方行政改革，地方政府共有2種分類：
1. 自治市：原屬達爾文等城市的郊區和其他小型的農村型城鎮
2. 郡：原為郊外或偏遠地帶

## 自治市
- 達爾文
- 帕馬斯頓（英语：City of Palmerston）
- 利奇菲郡（英语：Shire of Litchfield）
- 愛麗斯泉
- 凱薩琳鎮（英语：Katherine Town Council）

## 郡
- Belyuen Shire（英语：Belyuen）
- Barkly Shire（英语：Barkly Shire）
- Central Desert Shire（英语：Central Desert Shire）
- Coomalie（英语：Coomalie）
- East Arnhem Shire（英语：East Arnhem Shire）
- Roper Shire（英语：Roper Shire）
- 麥克唐納地區（MacDonnell Shire）
- Tiwi Islands Local Government（英语：Tiwi Islands Local Government）
- Victoria River-Daly Shire（英语：Victoria River-Daly Shire）
- West Arnhem Shire（英语：West Arnhem Shire）
- Wagait Shire（英语：Cox Peninsula）

## 非建制地區
北領地有5個非建制地區，不屬於任一地方政府：
- Nhulunbuy（英语：Nhulunbuy）（7.12 km²）
- Alyangula（英语：Alyangula）（2.10 km²）
- Unincorporated Top End Region（英语：Unincorporated Top End Region）（Finnis-Mary；19263.22 km²）
- Darwin Rates Act Area（英语：Darwin Rates Act Area）（East Arm；52.15 km²）
- 尤拉拉Yulara（103.3 km²，人口986）

## 地方政府分類
北領地曾經是個多數人口聚居於非建制地區的地方。2006年，於地方行政改革推動以前，領地內92%的土地上（1,349,130 km²之1,237,999）住著領地內16%的人口（192,898之30,523）居於非建制地區。
多數的非建制地區於2008年後已歷經整併，目前僅有19,428 km²（佔領地內1.45%的土地）的土地屬於非建制地區，人口佔領地內的比例為4.0%。
相對之餘，居於新南威爾斯州非建制地區的人口僅佔0.02%，維多利亞州佔0.002%，南澳佔0.6%。其餘州份未有非建制地區。

## 外部連結
- 北領地地方政府名錄（页面存档备份，存于）
- 北領地地方政府入口網站
- 地方政府區域預定計劃
- 政策內文